# Картофови
Картофови (Solanaceae) е семейство покритосеменни растения, много от които са ядливи, а други – отровни, като някои имат както ядливи, така и токсични части. Латинското име на семейството идва от латинското Solanum (кучешко грозде). На български език име на семейството дава един от най-известните му представители – картофът. Семейството включва патладжан, домат, мандрагора, пипер, тютюн, беладона, татул и петуния. Семейство Картофови са типично етноботанически, т.е. широко използвани от хората. То е важен източник на храна, подправки и лекарства. Картофовите обаче често са богати на алкалоидни глюкозиди, които по токсичност за хора и животни могат да бъдат от слабо дразнещи до фатални в малки количества.
Цветовете обикновено са конични или фуниевидни с пет венчелистчета, обикновено срастнати. Листата са редуващи се, често с мъхната или лепкава повърхност. Картофовите растения дават плод, който е или месест семков плод, както при домата, или дехисцентна кутийка, както при татула. Семената обикновено са кръгли и плоски, с диаметър 2 – 4 mm. Тичинките са обикновено в брой, кратен на 4 (най-често 4 или 8). Яйчниците са разположени отдолу. Хипогинният гинеций е сложен, разположен наклонено по отношение на медианата.

## Родове
- Acnistus
- Alona
- Anisodus
- Anthocercis
- Atropa
- Browallia
- Brugmansia
- Brunfelsia
- Calibrachoa
- Capsicum – Пипер
- Cestrum
- Chamaesaracha
- Combera
- Crenidium
- Cuatresia
- Cyphanthera
- Cyphomandra
- Datura
- Duboisia
- Fabiana
- Hyoscyamus – Блян
- Iochroma
- Juanulloa
- Lycianthes
- Lycium – Мерджан, Лиций
- Mandragora – Мандрагора
- Mellissia
- Methysticodendron
- Nicandra
- Nicotiana – Тютюн
- Nierembergia
- Nolana
- Petunia – Петуния
- Physalis – Физалис
- Przewalskia
- Quincula
- Salpichroa
- Salpiglossis
- Saracha
- Schizanthus
- Schwenckia
- Scopolia
- Sessea
- Solandra
- Solanum – Кучешко грозде
- Streptosolen
- Trianaea
- Vestia
- Withania